# Вартислав (князь ободритів)
Вартислав або Воротислав (? —1164) — князь Ободрицької держави у 1160—1164 роках.

## Життєпис
Походив з династії Ніклотинґів. Син Ніклота, верховного князя ободритів. Став князем після загибелі батька у 1160 році в боротьбі з саксонськими військами Генріха Льва Вельфа. Разом з братом Прибиславом очолив боротьбу проти саксонців, оголосили себе князями-співолодарями. Основою панування Вартислава стала область племені варнів.
Зрештою Вартислав перейшов до партизанської війни проти Генріха Льва. Під час бойових дій ободрицький князь зазнав поразки й потрапив у полон до саксонців на чолі із Гунцеліном фон Гагеном, графом Шверіна. У 1164 році під час походу Прібислава проти Генріха Льва, останній наказав у фортеці Торстберг повісити Вартислава.

## Родина
- Ніколас I, князь Ростоку